# 小田原湯本カントリークラブ
小田原湯本カントリークラブ（おだわらゆもとカントリークラブ）は、 神奈川県足柄下郡箱根町にあるゴルフ場である。

## 概要
箱根地域のゴルフ場は「仙石ゴルフコース」（現・「富士屋ホテル仙石ゴルフコース」、1917年（大正6年）開場、設計・T・E・コルチェスター、赤星四郎）が第1号である、9年後の1926年（大正15年）に、湯本町長の梅村美誠が畑の平のゴルフ場計画に乗り出したことが始まりである。それまでも、小田原市の早川から箱根湯本字仲町に渡り広がる平坦な「畑の平」にゴルフ場をという動きは起きていた。畑の平はゴルフ場向きの地形だけでなく、何よりも温泉街が至近にあり交通の便も申し分ない。
だが残念なことに、町長の梅村は衆議院議員選挙に立候補し選挙運動中に急死してしまった。それから30数年後、1957年（昭和32年）、湯本町などの5町村が合併し箱根町となった。それを機に「湯本にゴルフ場を」という動きが再燃し、同年12月16日、新たなゴルフ場の建設に向けて箱根町長の石村喜作、小田原市長の鈴木十郎が会見しゴルフ場建設に合意した。鈴木市長は衆議院議員選挙中に斃れた梅村美誠の実弟であった。
1958年（昭和33年）8月19日、ゴルフ場の建設用地の畑の平22万坪の用地と、ゴルフ場18ホールの建設計画が決定された。1959年（昭和34年）12月19日、ゴルフ場の経営母体「小田原箱根観光株式会社」を設立し、代表取締役に鈴木十郎が就任した。クラブの経営方針は、会員を1,000人以下とする、1人1株の株主会員制である。
1960年（昭和35年）2月16日、コース設計を富澤誠造に依頼し、コースの造成工事が着工された。同年7月13日、クラブ名「小田原カントリークラブ」が創立され、理事長に松竹株式会社社長の城戸四郎が就任した。1961年（昭和36年）5月9日、クラブの所在地を明確にする目的で小田原カントリークラブを「小田原湯本カントリークラブ」に名称変更された。1961年（昭和36年）7月12日、ゴルフ場が正式開場された。

## 所在地
〒250-0311 神奈川県足柄下郡箱根町湯本390-37

## コース情報
- 開場日 - 1961年7月12日
- 設計者 - 富沢 誠造
- 面積 - 726,000m2（約21.9万坪）
- コースタイプ - 山岳コース
- コース - 18ホールズ、パー71、6,542ヤード、コースレート70.0
- フェアウェー - コウライ
- ラフ - ノシバ
- グリーン - 2グリーン、ベント、コウライ
- ハザード ^ バンカー70、池が絡むホール3
- ラウンドスタイル - 全組セルフプレ、歩きプレー(手引きカート)
- 練習場 - 8打席30ヤード
- 休場日 - 毎週木曜日、特定日営業有、12月31日、1月1日[2][3]

## クラブ情報
- ハウス面積 - 3,031m2（916.8坪）
- ハウス設計 - 大成建設株式会社
- ハウス施工 - 大成建設株式会社・土谷建設株式会社[2][3]

## ギャラリー
- コース - 「小田原湯本カントリークラブ」、コースレイアウト、2021年5月11日閲覧
- ハウス - 「小田原湯本カントリークラブ」、施設案内、2021年5月11日閲覧

## 交通アクセス
- 鉄道 - 箱根登山電車 - 箱根湯本駅より クラブバス利用約10分[4]
- 道路 - 小田厚 - 小田原西ICより 5 km 約10分[4]

## 関連文献
- 『ゴルフ場ガイド 東版』、2006-2007、「小田原湯本カントリークラブ」、東京 ゴルフダイジェスト社、2006年5月、2021年5月11日閲覧
- 『美しい日本のゴルフコース BEAUTIFUL GOLF CULTURE IN JAPAN 日本のゴルフ110年記念 ゴルフは日本の新しい伝統文化である』、ゴルフダイジェスト社「美しい日本のゴルフコース」編纂委員会編、「昭和32年、箱根と小田原が箱根湯本『畑の平』にゴルフ場建設を計画」、東京 ゴルフダイジェスト社、2013年12月、2021年5月11日閲覧